# Marge Calhoun
Marge Calhoun (Hollywood (Los Ángeles), 20 de marzo de 1926 – 2 de septiembre de 2017) fue una surfista estadounidense. Fue la primera mujer campeona del mundo cuando ganó el título de la Competición Internacional de Makaha en la isla hawaiana de Oahu.

## Biografía
Calhoun pasó los fines de semana junto a su familia en Venice Beach y Santa Monica, practicando natación y salto de trampolín. Calhoun fue una nadadora sobresaliente, entrenando para los Juegos Olímpicos de Verano de 1940 antes de que estos fuesen cancelados por la Segunda Guerra Mundial. También trabajó como especialista de películas de acción.
En la década de los 50, Calhoun empezó a practicar el surf junto a su marido Tom y comenzó a participar en competiciones. En 1958 ella y su amiga Eve Fletcher estuvieron en Hawaii un mes, donde Calhoun compitió y ganó el Makaha Invitational.
En 1961 fue confundadora de la United States Surfing Association, siendo la primera secretaria y la primera jueza mujer.

## Vida personal
Calhoun se casó con Tom Calhoun. Sus hijas Candy y Robin también fueron surfistas.